# Ligue européenne féminine de volley-ball 2016
La Ligue européenne féminine de volley-ball 2016 est la 8e édition de la Ligue européenne féminine de volley-ball. Organisée par la CEV, elle se déroule du 3 juin au 3 juillet 2016 en présence de 12 sélections nationales.
Navigation
2015 2017

## Sélections participantes
| Pays        | Participation | Meilleur résultat |
| ----------- | ------------- | ----------------- |
| Albanie     | 1re           | Néant             |
| Azerbaïdjan | 2e            | 4e (2014)         |
| Biélorussie | 2e            | 7e (2011)         |
| Espagne     | 6e            | 5e (2010, 2014)   |
| France      | 4e            | 4e (2009)         |
| Grèce       | 7e            | (2015)            |
| Hongrie     | 5e            | (2015)            |
| Monténégro  | 1re           | Néant             |
| Pologne     | 3e            | (2014)            |
| Roumanie    | 6e            | 4e (2013)         |
| Slovaquie   | 1re           | Néant             |
| Slovénie    | 2e            | 7e (2014)         |

## Format de la compétition
Les 12 sélections qui participent au tournoi sont réparties en 3 groupes de 4 équipes et s'affrontent lors d'un tournoi toutes rondes. Les vainqueurs de chaque groupe ainsi que le meilleur deuxième se qualifient pour la phase finale. Les demi-finales et la finale se disputent en matchs aller-retour.

## Composition des groupes
Les équipes sont réparties dans les poules avec le système en serpentin (en), en fonction du classement CEV du 15 octobre 2015,.
| Poule A     | Poule B     | Poule C  |
| ----------- | ----------- | -------- |
| Albanie     | Azerbaïdjan | Grèce    |
| Biélorussie | France      | Roumanie |
| Pologne     | Monténégro  | Slovénie |
| Slovaquie   | Espagne     | Hongrie  |

## Classement

### Critères de départage
Le classement général se fait de la façon suivante :
1. plus grand nombre de victoires ;
2. plus grand nombre de points ;
3. plus grand ratio de sets pour/contre ;
4. plus grand ratio de points pour/contre ;
5. Résultat de la confrontation directe ;
6. si, après l’application des critères 1 à 5, plusieurs équipes sont toujours à égalité, les critères 1 à 5 sont à nouveau appliqués exclusivement aux matches entre les équipes concernées afin de déterminer leur classement final.

### Légende du classement
Rappel – Une équipe marque :
- 3 points pour une victoire sans tie-break (colonne G) ;
- 2 points pour une victoire au tie-break (Gt) ;
- 1 point pour une défaite au tie-break (Pt) ;
- 0 point pour une défaite sans tie-break (P) ;

## Tour préliminaire

### Poule A
Classement
| # | Équipe      | Pts | J | G | Gt | Pt | P | Sp | Sc | Ratio | Pp  | Pc  | Ratio |
| 1 | Slovaquie   | 13  | 6 | 3 | 2  | 0  | 1 | 16 | 10 | 1.6   | 590 | 552 | 1.069 |
| 2 | Pologne     | 10  | 6 | 2 | 1  | 2  | 1 | 14 | 13 | 1.077 | 599 | 614 | 0.976 |
| 3 | Biélorussie | 8   | 6 | 1 | 1  | 3  | 1 | 13 | 15 | 0.867 | 614 | 597 | 1.028 |
| 4 | Albanie     | 5   | 6 | 0 | 2  | 1  | 3 | 11 | 16 | 0.688 | 574 | 614 | 0.935 |

* Les horaires des rencontres sont indiquées en heure locale.

#### Semaine 1
- Lieu :  Twardogóra, Hala Sportowo - Widowiskowa

#### Semaine 2
- Lieu :  Durrës, Ramazan Njala Sports Palace (en)

### Poule B
Classement
| # | Équipe      | Pts | J | G | Gt | Pt | P | Sp | Sc | Ratio | Pp  | Pc  | Ratio |
| 1 | Azerbaïdjan | 18  | 6 | 6 | 0  | 0  | 0 | 18 | 2  | 9     | 488 | 374 | 1.305 |
| 2 | Espagne     | 6   | 6 | 1 | 1  | 1  | 3 | 10 | 14 | 0.714 | 477 | 540 | 0.883 |
| 3 | France      | 6   | 6 | 0 | 2  | 2  | 2 | 10 | 16 | 0.625 | 526 | 547 | 0.962 |
| 4 | Monténégro  | 6   | 6 | 1 | 1  | 1  | 3 | 8  | 14 | 0.571 | 457 | 487 | 0.938 |

* Les horaires des rencontres sont indiquées en heure locale.

#### Semaine 1
- Lieu :  Bar, Topolica Sport Hall (en)

#### Semaine 2
- Lieu :  Rennes, Salle Colette-Besson

### Poule C
Classement
| # | Équipe   | Pts | J | G | Gt | Pt | P | Sp | Sc | Ratio | Pp  | Pc  | Ratio |
| 1 | Slovénie | 18  | 6 | 6 | 0  | 0  | 0 | 18 | 1  | 18    | 474 | 365 | 1.299 |
| 2 | Grèce    | 12  | 6 | 4 | 0  | 0  | 2 | 12 | 7  | 1.714 | 428 | 394 | 1.086 |
| 3 | Roumanie | 6   | 6 | 2 | 0  | 0  | 4 | 6  | 12 | 0.5   | 368 | 411 | 0.895 |
| 4 | Hongrie  | 0   | 6 | 0 | 0  | 0  | 6 | 2  | 18 | 0.111 | 390 | 490 | 0.796 |

* Les horaires des rencontres sont indiquées en heure locale.

#### Semaine 1
- Lieu :  Nyíregyháza, Bujtosi Szabadidő Csarnok

#### Semaine 2
- Lieu :  Mégalopolis, Indoor Sports Hall

### Meilleur deuxième
Classement
| # | Équipe  | Pts | J | G | Gt | Pt | P | Sp | Sc | Ratio | Pp  | Pc  | Ratio |
| 1 | Grèce   | 12  | 6 | 4 | 0  | 0  | 2 | 12 | 7  | 1.714 | 428 | 394 | 1.086 |
| 2 | Pologne | 10  | 6 | 2 | 1  | 2  | 1 | 14 | 13 | 1.077 | 599 | 614 | 0.976 |
| 3 | Espagne | 6   | 6 | 1 | 1  | 1  | 3 | 10 | 14 | 0.714 | 477 | 540 | 0.883 |

## Phase finale
La phase finale est programmée du 22 juin au 3 juillet 2016.
|  | Demi-finales | Demi-finales | Demi-finales | Demi-finales |           |           | Finale | Finale | Finale | Finale |
|  |              |              |              |              |           |           |        |        |        |        |
|  |              |              |              |              |           |           |        |        |        |        |
|  | Slovaquie    | Slovaquie    | 3            | 3            |           |           |        |        |        |        |
|  | Slovaquie    | Slovaquie    | 3            | 3            |           |           |        |        |        |        |
|  | Slovénie     | Slovénie     | 2            | 1            |           |           |        |        |        |        |
|  | Slovénie     | Slovénie     | 2            | 1            | Slovaquie | Slovaquie | 1      | 0      |        |        |
|  |              |              |              |              | Slovaquie | Slovaquie | 1      | 0      |        |        |
|  |              |              | Azerbaïdjan  | Azerbaïdjan  | 3         | 3         |        |        |        |        |
|  | Azerbaïdjan  | Azerbaïdjan  | Azerbaïdjan  | Azerbaïdjan  | 3         | 3         | 3      | 3      |        |        |
|  | Azerbaïdjan  | Azerbaïdjan  |              |              |           |           |        | 3      |        |        |
|  | Grèce        | Grèce        | 1            | 1            |           |           |        |        |        |        |
|  | Grèce        | Grèce        | 1            | 1            |           |           |        |        |        |        |

* Les horaires des rencontres sont indiquées en heure locale.

### Finale
Pour sa deuxième apparition dans l'épreuve, l'Azerbaïdjan remporte son premier titre en disposant de la Slovaquie en finale.

## Classement final
| Place              | Équipe      |
| ------------------ | ----------- |
| Médaille d'or      | Azerbaïdjan |
| Médaille d'argent  | Slovaquie   |
| Médaille de bronze | Slovénie    |
| 4                  | Grèce       |
| 5                  | Pologne     |
| 6                  | Espagne     |
| 7                  | Biélorussie |
| 8                  | France      |
| 9                  | Roumanie    |
| 10                 | Albanie     |
| 11                 | Monténégro  |
| 12                 | Hongrie     |

| Meilleure joueuse        | Polina Rahimova      |
| Meilleure marqueuse      | Polina Rahimova      |
| Meilleure serveuse       | Jana Kulan           |
| Meilleure réceptionneuse | Héléna Cazaute       |
| Meilleure bloqueuse      | Jaroslava Pencová    |
| Meilleure attaquante     | Tina Grudina         |
| Meilleure passeuse       | Evgenija Milivojević |